# Doña Bárbara (personaje)
Doña Bárbara, conocida también como la "Devoradora de Hombres", la "Dañera" y la "Cacica del Arauca", es el personaje  principal de la novela homónima de 1929 creada por el escritor y expresidente venezolano Rómulo Gallegos, ha sido representada en varias ocasiones en el cine y la televisión internacional, siendo las interpretaciones más recordadas, aquellas que interpretaran María Félix en la película de 1943, y Edith González en la telenovela de 2008.

## Antecedentes
Proveniente de las oscuridades de la selva amazónica, y "fruto engendrado por la violencia del blanco aventurero en la sombría sensualidad de la india, su origen se perdía en el dramático misterio de las tierras vírgenes". Poco se sabe de sus primeros años, y de cómo llegó a parar de cocinera en una piragua de contrabandistas y piratas del Orinoco a mando de un capitán al que ella paternalmente llamaba 'taita'. Durante este tiempo “Barbarita” llevaba una vida rudimentaria al lado de estos crueles personajes bajo la tutela del ‘taita’, hasta que se embarcó en la piragua un joven, llamado Asdrúbal, como pasajero y como no podía pagarles, el capitán lo enroló como cocinero, a fin de que descanse Barbarita. Ya el taita empezaba a mimarla: tenía quince años y era preciosa la mestiza. 
Pero un día el capitán empieza a arrepentirse de haber aceptado a bordo a ese joven, cuyos servicios podían resultarle caros, especialmente aquellos,  que no se los había exigido, de enseñar a Barbarita a leer y escribir.  Durante estas lecciones, en las cuales  Asdrúbal ponía gran empeño, letras que ella hacía llevándole él la mano, los acercaban demasiado. Y una tarde, concluidas las lecciones, comenzó a referirle Asdrúbal la parte dolorosa de su vida y finalmente le habló de sus planes: iba a Manaos en busca  de la fortuna, ya estaba cansado de la vida errante, renunciaría a ella, se consagraría al trabajo. Iba a decir  algo más; pero se detuvo y se quedó mirando el río. Ella comprendió que no tenía en los planes del joven el sitio que se imaginara, y sus hermosos ojos negros se cuajaron de lágrimas. Permanecieron así largo rato. ¡Nunca  se le olvidaría aquella tarde! De pronto, Asdrúbal la miró  a los ojos y le preguntó si sabía lo que el capitán pensaba hacer con ella, y le contó que pensaba venderla al turco Moloch de la selva cauchera. 
Referíase a un sirio sádico y leproso, que habitaba en el corazón de la selva orinoqueña, que había ofrecido veinte onzas por Barbarita, y que si no se llevó a cabo la venta fue porque el capitán aspiraba a mayor precio, cosa no difícil de lograr ahora, pues en obra de unos meses la muchacha se había convertido en una mujer perturbadora. No se le había escapado a ella que tal fuera la suerte a que la destinaran; pero hasta entonces todo el horror que la rodeaba no había alcanzado a producirle más que aquel sentimiento, miedo y gusto a la vez. Pero al enamorarse de Asdrúbal se le había despertado el alma sepultada y las palabras que acababa de oír se la estremecieron de horror, pero el capitán previniendo que la situación pasara a mayores lo mandó a asesinar con su espaldero más sangriento.
Del mismo modo el resto de la tripulación organizó un motín en contra del capitán acarreado por la perturbadora hermosura y sensualidad de la guaricha. Muerto el capitán y su espaldero que apenas había regresado del  asesinato de Asdrúbal, Barbarita fue violada brutalmente por el resto de la tripulación, luego de esto los amotinados se disponían a venderla al turco, aunque sea por las veinte onzas que ofreció antes, pero logra escapar gracias a la ayuda de Eustaquio,  viejo indio baniba que servía de piloto en la piragua, sólo por estar cerca de la hija de aquella mujer de su tribu que, a la hora de sucumbir a los crueles tratos del capitán,  le recomendó que no le abandonase a la guaricha.  Pero ni el tiempo, ni la quieta existencia de la ranchería donde se refugiaron, ni el apacible fatalismo que el son de los tristes yapururos removía por instantes en su alma india, habían logrado aplacar la sombría tormenta de su corazón: un ceño duro y tenaz le surcaba la frente, un fuego maligno le brillaba en los ojos. Ya sólo rencores podía abrigar en su pecho y nada la complacía tanto como el espectáculo del varón debatiéndose entre las garras de las fuerzas destructoras. Por mucho tiempo vive en ésta ranchería indígena al lado de Eustaquio y allí aprende todo tipo de rituales relacionados con la brujería. Pero su belleza perturbó la paz de la comunidad. La codician los mozos, la vigilaban las hembras celosas, y los viejos prudentes le aconsejaron a Eustaquio que se llevara a la guaricha y que se fuera con ella de por todo eso.

## Doña Bárbara
Pasó a un estilo de vida errante, recorriendo ríos y riachuelos muy conocidos para ella. En un puerto rudimentario se tropieza un día con don Lorenzo Barquero, un prominente terrateniente de la región del Arauca, hijo de don Sebastián Barquero y doña Panchita Luzardo. Al conocerla, Barquero se enamora de ella inmediatamente, pero Bárbara sólo poseía animadversión hacia los hombres y en Barquero no ve sino a un enemigo a través de quien vengarse por los traumas sufridos en el pasado.
Muy pronto se muda con él a su Hato, «La Barquereña», el cual originalmente era parte del hato Altamira, fundado varias generaciones atrás por el legendario llanero don Evaristo Luzardo "el cunavichero", ancestro materno de Lorenzo. Luego de doblegar su voluntad y dejarlo en la quiebra,  Bárbara echa a Lorenzo Barquero de la casa y se hace dueña del Hato, el cual  re-funda con el nombre de «El Miedo». Producto de esta turbia relación, nace una hija,  pero Doña Bárbara la rechaza al nacer, por lo que Barquero, aunque no tiene como mantenerla, tiene que llevársela consigo. Sobrevive en parte gracias a la ayuda de un criado de Doña Bárbara, Juan Primito que la mantiene con las sobras de comida del Hato «El Miedo», y es gracias a un disparate suyo que la niña se llama Marisela.
Gracias a una serie de amantes que utiliza para su provecho personal, va adquiriendo la fama de ser la «Cacica del Arauca», lo cual se suma a su experiencia con la Magia negra. Por medio de artimañas legales y de funcionarios locales sobornables va expandiendo su poderío a expensas de los Hatos vecinos, incluyendo «Altamira», el Hato de la Familia Luzardo. Bajo su dominio «El Miedo» se convierte en un latifundio de la región.
En esta situación llega desde la ciudad el personaje de Santos Luzardo, sobrino de don Sebastián Barquero y doña Panchita Luzardo, quien viene a rescatar de la desidia el Hato familiar de Altamira, el cual se halla sumido en gran caos por la mala administración por parte de mayordomos que en su mayor parte han sido sobornados por Doña Bárbara. El último de éstos, Balbino Paiba, al momento de llegar Luzardo, es el amante de turno de Doña Bárbara que se dedica a robar ganado del Hato de Luzardo. 
Doña Bárbara primero se plantea doblegar la voluntad de Luzardo del mismo modo que lo había hecho en el pasado con otros hombres, pero se encuentra con una persona que no es fácil de manipular y por el cual se siente atraída instantáneamente. A pesar de la repulsión que él siente por ella, Doña Bárbara no pierde las esperanzas de que Luzardo caiga en sus redes, ya sea de forma natural o por medio de la brujería.
Pero después de que Doña Bárbara se entera de que Marisela, su hija no deseada,  bajo la protección de Luzardo, se ha convertido en una señorita y se ha ganado su cariño, se siente derrotada y en un impulso asesino intenta matarla, pero no puede, ya que por alguna razón Marisela le recuerda a ella misma en un pasado muy lejano, cuando su amor por Asdrúbal fue callado despiadadamente.
Finalmente se siente vencida por su hija, y por el amor verdadero entre ella y Santos Luzardo, por lo cual desaparece de la región del Arauca dejándole como herencia a Marisela todas las tierras que alguna vez ostentó. Algunos creen que se ha suicidado en el tremedal del llano, mientras que otros opinan que ha vuelto a sus orígenes, más allá del Cunaviche, más allá del Cinaruco, más allá del Meta.

## Contexto histórico
El personaje de Doña Bárbara, como lo planteo Rómulo Gallegos en 1929, representa el “barbarismo” reinante en el país por aquellos días, país que se encontraba bajo la férrea dictadura de Juan Vicente Gómez y con un nivel de atraso tremendo, Doña Bárbara viene a representar todos los atropellos de la clase dominante en contra del campesinado común, combinada con las creencias populares en la brujería y otros ritos mágicos que le proporcionaban a Doña Bárbara un poder perenne.